# Isobel Gowdie
Isobel Gowdie, död troligen 1662, var en skotsk kvinna som avrättades för häxeri. Hon tillhör de mer berömda fallen under den stora skotska häxjakten 1661–1662. 
Hon är berömd för den långa och detaljerade bekännelse hon avgav då hon ställdes inför rätta i Auldearn vid Nairn. Denna innehöll en berättelse om en häxkult som tillsammans dyrkade djävulen och regelbundet träffade älvornas kung och drottning. Hennes bekännelse användes av Margaret Murray då denna arbetade fram sin teori om häxförföljelsernas orsaker. Det är inte känt om åtalet mot Isobel Gowdie slutade i en avrättning eftersom rättegångsprotokollen som beskriver slutet av hennes rättegång saknas, men det förmodas att hennes rättegång slutade i en avrättning, med utgångspunkt för hur fall med hennes förutsättningar brukade sluta. 